# Steuerdeckungsquote
Als Steuerdeckungsquote bezeichnet man die Brutto-Steuereinnahmen im Bezug zu den bereinigten Staatsausgaben eines Landes.
Sie bezeichnet damit den Anteil der bereinigten Gesamtausgaben, der durch Steuereinnahmen gedeckt wird. Der restliche Anteil wird durch übrige laufende Einnahmen des Betriebshaushalts und investive Einnahmen, sowie durch außerordentliche Finanzierungseinnahmen (Rücklagenentnahmen, Vermögensmobilisierung) finanziert. In den neuen Ländern lag sie im Jahr 2009 zwischen 49,9 und 53,6 %. In den alten Bundesländern belief sie sich im Durchschnitt auf 70,2 %.